# 1851
| [ Edytuj tabelę ]              | |
| Król Polski (tytularny)        | - 1831 Mikołaj I Romanow 1855 |
| Emir Afganistanu               | - 1842 Dost Mohammad Chan 1863 |
| Współksiążęta Andory           | - 1827 Simó Rojas de Guardiola y Hortoneda 1851 - 1848 Karol Ludwik Napoleon Bonaparte 1870                                                             |
| Prezydent Argentyny            | - 1835 gen. Juan Manuel de Rosas 1852 |
| Cesarz Austrii                 | - 1848 Franciszek Józef I 1916 |
| Król Bawarii                   | - 1848 Maksymilian II 1864 |
| Król Belgów                    | - 1831 Leopold I 1865 |
| Premier Belgii                 | - 1847 Charles Rogier 1852 |
| Prezydent Boliwii              | - 1848 Manuel Isidoro Belzu 1855 |
| Cesarz Brazylii                | - 1831 Pedro II 1889 |
| Sułtan Brunei                  | - 1829 Omar Ali Saifuddin II 1852 |
| Prezydent Chile                | - 1841 Manuel Bulnes 1851 - 1851 Manuel Montt 1861 |
| Cesarz Chin                    | - 1850 Xianfeng 1861 |
| Król Czech                     | - 1848 Franciszek Józef I 1916 |
| Król Danii                     | - 1848 Fryderyk VII 1863 |
| Premier Danii                  | - 1848 Adam Wilhelm Moltke 1852 |
| Dalajlama                      | - 1838 Khedrub Gjaco 1856 |
| Prezydent Dominikany           | - 1849 Buenaventura Báez 1853 |
| Władca Egiptu                  | - 1849 Abbas I 1854 |
| Prezydent Ekwadoru             | - 1850 Diego Noboa 1851 - 1851 José María Urbina 1856                                                                                                   |
| Prezydent Francji              | - 1848 Karol Ludwik Napoleon Bonaparte 1852 |
| Premier Francji                | - 1849 Alphonse Henri d’Hautpoul 1851 - 1851 Léon Faucher 1851                                                                                          |
| Król Grecji                    | - 1831 Otton I 1862 |
| Prezydent Gwatemali            | - 1849 Mariano Peredes (p.o.) 1851 - 1851 Rafael Carrera y Turcios 1865                                                                                 |
| Cesarz Haiti                   | - 1849 Faustyn I 1859 |
| Król Hawajów                   | - 1824 Kamehameha III 1854 |
| Król Hiszpanii                 | - 1833 Izabela II 1868 |
| Król Holandii                  | - 1849 Wilhelm III 1890 |
| Premier Holandii               | - 1849 Johan Rudolph Thorbecke 1853 |
| Prezydent Hondurasu            | - 1847 Juan Lindo 1852 |
| Szach Iranu                    | - 1848 Naser ad-Din Szah 1896 |
| Państwo Wielkich Mogołów       | - 1837 Bahadur Szah II 1858 |
| Król Irlandii                  | - 1837 Wiktoria Hanowerska 1901 |
| Cesarz Japonii                 | - 1846 Kōmei 1866 |
| Kalif                          | - 1839 Abdülmecid I 1861 |
| Emir Kataru                    | - 1847 Muhammad ibn Sani 1878 |
| Prezydent Kolumbii             | - 1849 José Hilario López 1853 |
| Patriarcha Konstantynopola     | - 1848 Antym IV 1852 |
| Prezydent Kostaryki            | - 1849 Juan Rafael Mora Porras 1859 |
| Emir Kuwejtu                   | - 1814 Dżabir I 1859 |
| Prezydent Liberii              | - 1848 Joseph Jenkins Roberts 1856 |
| Książę Liechtensteinu          | - 1836 Alojzy II 1858 |
| Wielki książę Luksemburga      | - 1849 Wilhelm III 1890 |
| Premier Luksemburga            | - 1848 Jean-Jacques Willmar 1853 |
| Sułtan Maroka                  | - 1822 Abd ar-Rahman 1859 |
| Prezydent Meksyku              | - 1848 José Joaquín de Herrera 1851 - 1851 Mariano Arista 1853                                                                                          |
| Książę Monako                  | - 1841 Florestan I 1856 |
| Król Nawarry                   | - 1848 Napoleon I 1870 |
| Król Nepalu                    | - 1847 Surendra 1881 |
| Premier Nepalu                 | - 1846 Jang Bahadur Rana 1856 |
| Król Norwegii                  | - 1844 Oskar I 1859 |
| Sułtan Omanu                   | - 1807 Sa’id ibn Sultan 1856 |
| Papież                         | - 1846 Pius IX 1878 |
| Prezydent Paragwaju            | - 1844 Carlos Antonio López 1862 |
| Książę Parmy i Piacenzy        | - 1849 Karol III 1854 |
| Prezydent Peru                 | - 1845 Ramón Castilla 1851 - 1851 José Rufino Echenique 1855                                                                                            |
| Król Portugalii                | - 1834 Maria II 1853 - 1837 Ferdynand II Koburg (król iure uxoris) 1853                                                                                 |
| Król Prus                      | - 1840 Fryderyk Wilhelm IV 1861 |
| Car Rosji                      | - 1825 Mikołaj I 1855 |
| Król Saksonii                  | - 1836 Fryderyk August II Wettyn 1854 |
| Prezydent Salwadoru            | - 1850 Doroteo Vasconcelos 1851 - 1851 José Félix Quirós (p.o.) 1851 - 1851 Francisco Dueñas (p.o.) 1852                                                |
| Kapitanowie Regenci San Marino | - 1850 Giambattista Bonelli Marino Berti 1851 - 1851 Francesco Guidi Giangi Marco Suzzi Valli 1851 - 1851 Domenic' Antonio Bartolotti Antonio Para 1852 |
| Książę Serbii                  | - 1842 Aleksander Karadziordziewić 1858 |
| Król Sardynii                  | - 1849 Wiktor Emanuel II 1861 |
| Prezydent Szwajcarii           | - 1851 Josef Munzinger 1851 |
| Król Szwecji                   | - 1844 Oskar I 1859 |
| Król Tajlandii                 | - 1824 Rama III 1851 - 1851 Mongkut 1868 |
| Sułtan Turków                  | - 1839 Abdülmecid I 1861 |
| Prezydent Urugwaju             | - 1843 Manuel Oribe 1851 - 1843 Joaquín Suárez (p.o.) 1852                                                                                              |
| Prezydent USA                  | - 1850 Millard Fillmore 1853 |
| Prezydent Wenezueli            | - 1847 José Tadeo Monagas 1851 - 1851 José Gregorio Monagas 1855                                                                                        |
| Król Węgier                    | - 1848 Franciszek Józef I 1916 |
| Monarcha Wielkiej Brytanii     | - 1837 Wiktoria 1901 |
| Premier Wielkiej Brytanii      | - 1846 John Russell 1851 |
| Cesarz Wietnamu                | - 1847 Tự Đức 1883 |

Rok 1851 / MDCCCLI
stulecia: XVIII wiek ~
XIX wiek ~
XX wiek

dziesięciolecia:
1820–1829 •
1830–1839 •
1840–1849 •
1850–1859
• 1860–1869
• 1870–1879
• 1880–1889

lata: 1841 «
1846 «
1847 «
1848 «
1849 «
1850 «
1851
» 1852
» 1853
» 1854
» 1855
» 1856
» 1861

## Wydarzenia w Polsce
- 27 lipca – pierwszy pociąg odjechał z Bydgoszczy.
- 25 sierpnia – rozpoczął funkcjonowanie Zakład Karny Racibórz.
- Granica celna między Królestwem Polskim a Rosją została zniesiona.
- Założono Towarzystwo Biblioteki Słuchaczów Prawa Uniwersytetu Jagiellońskiego.
- Pruski przemysłowiec J.M. Zeitler założył w Sławkowie fabrykę drutu i wyrobów metalowych.
- Warszawa: Karol Wedel przy ul. Miodowej 12 róg ul. Kapitulnej w kamienicy Hryniewicza (vis-à-vis Kościoła Kapucynów) otwiera własny sklep, a przy nim pierwszą w Polsce fabrykę czekolady pod nazwą: Parowa Fabryka Czekolady p.f. „C. E. Wedel”, obecnie E. Wedel.

## Wydarzenia na świecie
- 1 stycznia – oficjalne rozpoczęcie służby przez Gwardię Palatyńską.
- 11 stycznia – wybuchło powstanie tajpingów pod wodzą Hong Xiuquana.
- 11 marca – w Teatro La Fenice w Wenecji odbyła się prapremiera opery Rigoletto Giuseppe Verdiego.
- 16 marca – zawarto konkordat między Hiszpanią a Państwem Kościelnym.
- 2 kwietnia – Mongkut został koronowany na króla Tajlandii.
- 10 kwietnia – Léon Faucher został premierem Francji.
- 20 kwietnia – José Rufino Echenique został prezydentem Peru.
- 1 maja – w Kryształowym Pałacu w Londynie rozpoczęła się pierwsza Wystawa Światowa.
- 6 maja – Amerykanin John Gorrie opatentował maszynę do produkcji sztucznego lodu.
- 19 maja – brytyjski astronom John Russell Hind odkrył planetoidę (14) Irene.
- 21 maja – w Kolumbii zniesiono niewolnictwo.
- 5 czerwca – w amerykańskim czasopiśmie „National Era” ukazał się pierwszy odcinek powieści Chata wuja Toma Harriet Beecher Stowe.
- 21 czerwca – Adolf Anderssen i Lionel Kieseritzky rozegrali nieśmiertelną partię.
- 29 lipca – Annibale de Gasparis odkrył planetoidę Eunomia.
- 12 sierpnia – nowojorski mechanik Isaac Merritt Singer opatentował maszynę do szycia z napędem pedałowym.
- 21 sierpnia – wykonano jedyny wyrok śmierci w historii stanu Wisconsin.
- 22 sierpnia – amerykański jacht SY America wygrał międzynarodowe regaty (trasa wiodła wokół wyspy Wight). Początek zmagań o Puchar Ameryki, najstarszej rozgrywanej do dziś imprezy sportowej.
- Sierpień – w Chinach wybuchło powstanie tajpingów.
- 17 września – komisarze Stanów Zjednoczonych i reprezentanci plemion indiańskich podpisali traktat w Fort Laramie.
- 18 września – ukazało się pierwsze wydanie „The New York Daily Times”, który później zmienił nazwę na „The New York Times”.
- 22 września – założono fort Des Moines w stanie Iowa.
- 18 października – w Londynie wydano powieść Moby Dick Hermana Melville’a.
- 24 października – William Lassell odkrył księżyce Urana: Ariela i Umbriela.
- 2 grudnia – zamach stanu we Francji dokonany przez Ludwika Napoleona. Aresztowano republikan. Ludwik Napoleon rozwiązał parlament oraz wprowadził stan wyjątkowy.
- 24 grudnia – spłonęła Biblioteka Kongresu Stanów Zjednoczonych.
- 31 grudnia – cesarz Franciszek Józef I wydał patent sylwestrowy, który zastąpił konstytucję Austrii z 1849 roku. Przywrócił on władzę absolutną w ręce cesarza, ograniczał swobody obywatelskie, wolność słowa, stowarzyszeń i zgromadzeń oraz potwierdzał uwłaszczenie chłopów.

## Urodzili się
- 15 stycznia - Aleksander Moszkowski, niemiecko-polski pisarz, satyryk pochodzenia żydowskiego (zm. 1934)
- 19 stycznia – Jacobus Kapteyn, astronom holenderski (zm. 1922)
- 21 stycznia – Józef Allamano, włoski duchowny, Misjonarzy Matki Bożej Pocieszenia, błogosławiony katolicki (zm. 1926)
- 23 stycznia - Aleksander Mniszek-Tchórznicki, polski ziemianin, prawnik, sędzia, urzędnik (zm. 1916)
- 7 lutego – Robert Jackson Gamble, amerykański polityk, senator ze stanu Dakota Południowa (zm. 1924)
- 19 lutego – Konrad Prószyński, pisarz, wydawca (zm. 1908)
- 21 lutego – Thomas Sterling, amerykański polityk, senator ze stanu Dakota Południowa (zm. 1930)
- 24 lutego – Hermann Paasche, niemiecki ekonomista, polityk (zm. 1925)
- 22 marca – Józef Nascimbeni, włoski duchowny katolicki, założyciel Zgromadzenia Małych Sióstr Św. Rodziny, błogosławiony (zm. 1922)
- 3 kwietnia – Bolesław Czerwieński, polski poeta, dramaturg, publicysta, działacz socjalistyczny (zm. 1888)
- 16 kwietnia:
  - Stanisław Dębski, polski drukarz, wydawca, urzędnik (zm. 1917)
  - Clarence D. Clark, amerykański polityk, senator ze stanu Wyoming (zm. 1930)
- 15 maja – Herbert Lawford, brytyjski tenisista, zwycięzca Wimbledonu (zm. 1925)
- 20 maja:
  - Emil Berliner, amerykański elektrotechnik pochodzenia niemieckiego, wynalazca gramofonu (zm. 1929)
  - Icchok Lejb Perec (jid. ‏יצחק לײב פּרץ‎), polski i żydowski pisarz, jeden z głównych twórców literatury jidysz (zm. 1915)
- 21 maja – Stanisław Witkiewicz, pisarz, malarz, filozof, teoretyk sztuki (zm. 1915)
- 23 maja – Antoni Stolpe, polski kompozytor, pianista (zm. 1872)
- 13 czerwca – Paweł Jedzink, polski duchowny katolicki, biskup pomocniczy poznański (zm. 1918)
- 14 czerwca - Jerzy Józef Szembek, polski duchowny katolicki, biskup płocki, arcybiskup metropolita mohylewski i administrator apostolski diecezji mińskiej (zm. 1905)
- 28 czerwca - Waldemar Müller, niemiecki prawnik, burmistrz Poznania (zm. 1926)
- 8 lipca – Arthur Evans, brytyjski archeolog, odkrywca pałacu w Knossos (zm. 1941)
- 12 lipca – Juan Gualberto González, paragwajski polityk, prezydent Paragwaju (zm. 1912)
- 3 sierpnia – Erazm Piltz, polski publicysta, działacz polityczny, od 1918 w służbie dyplomatycznej w Jugosławii oraz w Czechosłowacji (zm. 1929)
- 29 sierpnia:
  - Karol Drymmer, polski botanik, nauczyciel (zm. 1937)
  - Sabina Petrilli, włoska zakonnica, założycielka Sióstr Ubogich św. Katarzyny ze Sieny, błogosławiona katolicka (zm. 1923)
- 12 września – Jan Chrzciciel Fouque, francuski duchowny katolicki, błogosławiony (zm. 1926)
- 16 września:
  - Ludomił German, polski działacz społeczny, dramatopisarz, krytyk literacki, polityk (zm. 1920)
  - Emilia Pardo Bazán, hiszpańska arystokratka, pisarka, poetka, tłumaczka, feministka (zm. 1921)
- 28 września – August Otto, niemiecki taternik, turysta, autor przewodników i działacz turystyczny (zm. 1929)
- 2 października – Ferdinand Foch, francuski dowódca wojskowy, marszałek Francji, marszałek Polski, feldmarszałek Wielkiej Brytanii (zm. 1929)
- 3 października - Witold Urbański, polski malarz, pedagog (zm. 1907)
- 9 października – Franciszek Kamieński, polski botanik, odkrywca zjawiska mykoryzy (zm. 1912)
- 20 października - August Schneider, niemiecki prawnik, burmistrz Katowic (zm. 1929)
- 31 października - Luiza Bernadotte, księżniczka szwedzka i norweska, królowa Danii (zm. 1926)
- 10 listopada – Józef Maria de Yermo y Parres, meksykański duchowny katolicki, założyciel Zgromadzenia Służebnic Najświętszego Serca Jezusa i Ubogich, święty katolicki (zm. 1904)
- 13 listopada – Klemens Bachleda, góral i zakopiańczyk, przewodnik tatrzański, ratownik, członek Tatrzańskiego Ochotniczego Pogotowia Ratunkowego (zm. 1910)
- 19 listopada – Wacław Nałkowski, polski geograf i publicysta (zm. 1911)
- 10 grudnia – Melvil Dewey, twórca klasyfikacji zbiorów bibliotecznych zwanej od jego nazwiska Klasyfikacją Dziesiętną Deweya (zm. 1931)
- 18 grudnia – Samuel Roth, spiskoniemiecki pedagog, geolog, speleolog, działacz turystyczny (zm. 1889)
- 20 grudnia - Izabela, księżna Asturii (zm. 1931)
- 25 grudnia – Michael Greisiger, spiskoniemiecki lekarz, badacz historii i przyrody Spiszu, znawca Tatr (zm. 1912)
- data dzienna nieznana: 
  - Awigdor Mermelstein, syjonista oraz popularyzator i nauczyciel języka nowohebrajskiego (zm. 1925)
  - Lajos Petrik, węgierski taternik, fotograf, chemik i profesor uniwersytecki (zm. 1932)
  - Tomasz Shen Jihe, chiński męczennik, święty katolicki (zm. 1900)
  - Maria Wang Li, chińska męczennica, święta katolicka (zm. 1900)

## Zmarli
- 16 stycznia – Karl von Müffling, pruski wojskowy, uczestnik wojen napoleońskich (ur. 1775)
- 21 stycznia – Albert Lortzing, niemiecki kompozytor, śpiewak i aktor (ur. 1801)
- 27 stycznia – John James Audubon, amerykański ornitolog, przyrodnik i malarz (ur. 1785)
- 1 lutego – Mary Shelley, angielska poetka i pisarka okresu romantyzmu, twórczyni Frankensteina (ur. 1797)
- 22 marca – Göran Wahlenberg, szwedzki lekarz, botanik, geograf i geolog, badacz flory Skandynawii, Alp i Karpat (ur. 1780)
- 1 maja – Augustyn Schoeffler, francuski misjonarz, męczennik, święty katolicki (ur. 1822)
- 10 lipca – Louis Jacques Daguerre, francuski malarz i wynalazca dagerotypii (ur. 1787)
- 15 lipca – Anna Maria Javouhey, francuska zakonnica, błogosławiona katolicka (ur. 1779)
- 17 lipca – Esther Copley, angielska pisarka (ur. 1786)
- 2 sierpnia – Amatore Sciesa, lombardzki patriota okresu włoskich wojen o niepodległość, stracony przez Austriaków (ur. 1814)
- 2 września – William Nicol, szkocki fizyk i geolog (ur. 1770)
- 11 września – Sylvester Graham, amerykański pastor, wynalazca chleba Grahama (ur. 1794)
- 14 września – James Fenimore Cooper, powieściopisarz amerykański i jeden z twórców literatury amerykańskiej (ur. 1789)
- 23 września – Emilia Tavernier Gamelin, kanadyjska zakonnica, założycielka Zgromadzenia Sióstr Opatrzności z Montrealu, błogosławiona katolicka (ur. 1800)
- 19 października – Maria Teresa Charlotta Burbon, księżniczka francuska, później delfina Francji (ur. 1778)
- 28 listopada – Vincenz Priessnitz, śląski chłop, lekarz samouk, w języku polskim od jego nazwiska wywodzi się słowo prysznic (ur. 1799)
- 10 grudnia – Karl Drais, niemiecki wynalazca, twórca roweru, drezyny i maszynki do mielenia mięsa (ur. 1785)
- 19 grudnia – William Turner, angielski malarz (ur. 1775)

## Zdarzenia astronomiczne
- 28 lipca – całkowite zaćmienie Słońca, widoczne w Polsce[1].

## Święta ruchome
- Tłusty czwartek: 27 lutego
- Ostatki: 4 marca
- Popielec: 5 marca
- Niedziela Palmowa: 13 kwietnia
- Wielki Czwartek: 17 kwietnia
- Wielki Piątek: 18 kwietnia
- Wielka Sobota: 19 kwietnia
- Wielkanoc: 20 kwietnia
- Poniedziałek Wielkanocny: 21 kwietnia
- Wniebowstąpienie Pańskie: 29 maja
- Zesłanie Ducha Świętego: 8 czerwca
- Boże Ciało: 19 czerwca.